# Ephippium
Het ephippium is een deel van het uitwendig skelet van watervlooien dat overblijft na de dood van het ouderdier, waarin de bevruchte eitjes zich bevinden, ingebed in een stevig, beschermend omhulsel, die daarin onder slechte omstandigheden kunnen overleven, bijvoorbeeld in het winterseizoen.
Watervlooien planten zich het grootste deel van het jaar ongeslachtelijk voort. Het gaat dan steeds om vrouwelijke exemplaren. Wanneer de omstandigheden ongunstig worden, worden er pas mannetjes gemaakt. 
Ephippiums zijn zo bestendig tegen uitwendige invloeden dat zij kunnen fossiliseren. De meeste watervlosoorten zijn ook aan hun ephippium goed herkenbaar.
Omdat veel soorten specifieke milieueisen hebben zijn fossiele resten van watervlooien (niet alleen ephippiums) zeer bruikbaar voor het reconstrueren van het paleomilieu van aardlagen. Dit wordt vooral gedaan aan lacustriene afzettingen uit het Holoceen en het Laat Pleistoceen.